# Општина Косово Поље
Општина Косово Поље (алб. Komuna e Fushë Kosovës) је општина у Републици Србији, у АП Косово и Метохија, која припада Косовском управном округу. Површина општине је 89 km². Ова општина, заједно са општинама Обилић и Ново Брдо, настала је 2. јула 1988. године од насеља тадашње општине Приштина (Сл. лист САП Косова; 18/88).

## Насеља
| - Ариљача - Батусе - Бресје - Велика Слатина - Велики Белаћевац - Враголија - Горње Добрево - Добри Дуб - Доње Добрево | - Доњи Грабовац - Енце - Косово Поље - Кузмин - Мала Слатина - Мали Белаћевац - Накараде - Помазатин - Угљаре |

## Становништво
| Етнички састав према попису из 2011.‍ | Етнички састав према попису из 2011.‍ | Етнички састав према попису из 2011.‍ | Етнички састав према попису из 2011.‍ | Етнички састав према попису из 2011.‍ |
| ------------------------------------ | ------------------------------------ | ------------------------------------ | ------------------------------------ | ------------------------------------ |
|                                      |                                      |                                      |                                      |                                      |
| Албанци                              | Албанци                              |                                      | 30.275                               | 86,93%                               |
| Ашкалије                             | Ашкалије                             |                                      | 3.230                                | 9,27%                                |
| Роми                                 | Роми                                 |                                      | 436                                  | 1,25%                                |
| Срби*                                | Срби*                                |                                      | 321                                  | 0,92%                                |
| Египћани                             | Египћани                             |                                      | 282                                  | 0,81%                                |
| Турци                                | Турци                                |                                      | 62                                   | 0,18%                                |
| Бошњаци                              | Бошњаци                              |                                      | 34                                   | 0,10%                                |
| Горанци                              | Горанци                              |                                      | 15                                   | 0,04%                                |

- Срби су делимично бојкотовали попис